# بويان يوكيتش
بويان يوكيتش (بالإيطالية: Bojan Jokić)‏ (مواليد 17 مايو 1986 في كراني) لاعب كرة قدم سلوفيني يلعب حاليا لصالح نادي فياريال الإسباني , و قبله نادي كييفو فيرونا الإيطالي .

## روابط خارجية
- بويان يوكيتش على موقع الاتحاد الدولي (مؤرشف)  (الإنجليزية)
- بويان يوكيتش على موقع الاتحاد الأوربي (الإنجليزية)
- بويان يوكيتش على موقع قاعدة بيانات كرة القدم.إي يو (الإنجليزية)
- بويان يوكيتش على موقع بيانات كرة القدم. دي إي (الألمانية)
- بويان يوكيتش على موقع ليكيب (الفرنسية)
- بويان يوكيتش على موقع ناشيونال فوتبول تيمز (الإنجليزية)
- بويان يوكيتش على موقع Soccerbase.com (لاعب) (الإنجليزية)
- بويان يوكيتش على موقع Soccerway.com (الإنجليزية)
- بويان يوكيتش على موقع عالم كرة القدم.نت (الإنجليزية)
- بويان يوكيتش على موقع كووورة